# Sant Martí de la Morana
Sant Martí de la Morana o de la Plana és una entitat de població de 27 habitants (2018) del municipi de Torrefeta i Florejacs, a la comarca de la Segarra. Està situat al sud del poble de la Morana, a uns 551 metres d'altitud. Hi destaquen l'església parroquial de Santa Maria, d'estil barroc i reconstruïda l'any 1706, el Casal de Can Sala i les restes de l'antic priorat de Tauladells, a l'oest del nucli.
El poble està documentat des del segle xi com a feu de Miró de Gauspert. Durant el segle xix formà municipi independent juntament amb la quadra de Nial (actualment depenent de Guissona).